# 조영제 (남월)
찌에우아인떼(베트남어: Triệu Anh Tề / 趙嬰齊 조영제, ? ~ 기원전 113년)은 남월(南越)의 제3대 군주(재위: 기원전 125년 ~ 기원전 113년)이다. 시호는 명왕(베트남어: Minh Vương / 明王)이다.

## 생애
문왕 12년(기원전 125년), 병상의 있던 문왕(文王)이 한나라에 입조한 찌에우아인떼(趙嬰齊)의 귀국을 한나라에 요청하였으며, 동년에 문왕(文王)이 훙서하여 찌에우아인떼가 남월왕이 되었다.
명왕(明王) 찌에우아인떼는 한나라에 입조하기 전에 정실에게서 장자(長子) 찌에우끼엔득(趙建德)을 얻었으며, 입조 후 장안에서 숙위(宿衛)에 임하였을 때 감단(邯鄲) 규씨(樛氏)의 딸에게서 찌에우흥(趙興)을 얻었다. 명왕이 즉위 후에 규씨를 왕후로 삼고 태자로 찌에우흥으로 삼았으며, 한 무제도 이를 허락하였으나, 태자 자리로 인하여 남월의 내분 원인을 제공하였다.
전한 무제는 명왕 즉위 후에 사자를 여러번 다시 한나라에 입조하라고 완곡하게 청하였다. 그러나 명왕은 한나라에 속박되는 게 싫어하여, 아들인 조차공(趙次公)을 대신보내어 숙위(宿衛)를 임하게 하였다.
재위 12년(기원전 113년), 명왕이 훙서하니 태자 찌에우흥이 왕위를 계승하게 되었다.
| 전 임 문왕 조말 | 제3대 남월의 왕 기원전 125년 ~ 기원전 113년 | 후 임 애왕 조흥 |

## 같이 보기
- 찌에우 왕조
- 남월
- 조말 (남월)
- 조흥
- 조건덕
- 백월